# Погромка (река)
Погромка (в верхнем и среднем течении Большая Погромка) — река в Тоцком районе Оренбургской области России. Левый приток Самары.
Длина реки составляет 45 км, площадь водосборного бассейна — 669 км². Берёт начало на возвышенности Меловой Сырт. Течёт на северо-северо-восток. Впадает в Самару в 312 км от её устья, у села Медведка.
На берегах расположены населённые пункты Логачёвка, Суворовский, Злобинка, Жидиловка, с. Погромное, п. Погромное, Медведка.
Основные притоки:
- 21 км пр: Малая Погромка (дл. 25 км)
- 27 км лв: Елховка (дл. 12 км)

## Данные водного реестра
По данным государственного водного реестра России относится к Нижневолжскому бассейновому округу, водохозяйственный участок реки — Самара от Сорочинского гидроузла до водомерного поста у села Елшанка Первая. Речной бассейн реки — Волга от верховий Куйбышевского вдхр. до впадения в Каспий.
Код объекта в государственном водном реестре — 11010001012112100006747.